# Citizens United v. Federal Election Commission
Citizens United v. Federal Election Commission war ein 2009/2010 am Obersten Gerichtshof der Vereinigten Staaten verhandelter Fall zur Frage, ob gesetzliche Offenlegungspflichten und Finanzierungsbeschränkungen für die auf die Beeinflussung von Wahlen gerichteten Tätigkeiten von Firmen (auch Non-Profit-Organisationen) und Gewerkschaften verfassungskonform sind.

## Hintergrund
Die konservativen Kreisen nahe stehende Non-Profit-Organisation Citizens United produzierte kurz vor den Vorwahlen zum US-Präsidentschaftswahlkampf 2008 eine Dokumentation über die damals favorisierte Kandidatin der Demokratischen Partei Hillary Clinton (Hillary: The Movie) und plante eine Veröffentlichung als Video-on-Demand über einen US-Kabelsender. Die Dokumentation gibt zwar keine Wahlempfehlung, jedoch wurde Clinton in der Sendung weitgehend negativ dargestellt. Aufgrund des politischen Charakters und der Nähe zu den Vorwahlen fiel die Sendung damit in den Regelungsbereich des im Jahr 2002 verabschiedeten Bipartisan Campaign Reform Act (BCRA), durch den Firmen (auch Non-Profit-Organisationen) und Gewerkschaften die Finanzierung von TV-Sendungen zur Beeinflussung des Wahlkampfes verboten ist. Der Supreme Court hatte dieses Verbot in der Entscheidung McConnell v. Federal Election Commission im Jahr 2003 für rechtmäßig befunden.
Citizens United scheiterte infolgedessen vor einem Bezirksgericht mit der Beantragung einer Einstweiligen Verfügung gegen die Wahlaufsichtsbehörde Federal Election Commission, die eine Veröffentlichung der Dokumentation erlaubt hätte. Die Organisation legte jedoch gegen die Entscheidung Berufung ein. Die speziellen gesetzlichen Umstände erlaubten eine direkte Berufung beim Obersten Gerichtshof der Vereinigten Staaten. Dieser nahm die Berufung zur Entscheidung an und verhandelte den Fall in zwei Sitzungen im März und September 2009.

## Urteil
Das Oberste Gericht urteilte am 21. Januar 2010 mit einer Mehrheit von 5 der 9 Richterstimmen, dass die Finanzierung von TV-Sendungen zur Beeinflussung von Wahlkämpfen durch Firmen (auch Non-Profit-Organisationen) und Gewerkschaften als politische Rede einzustufen ist und damit in den Schutzbereich des 1. Zusatzartikels zur Verfassung der Vereinigten Staaten fällt. Die im BCRA vorgesehenen Finanzierungsbeschränkungen für derartige Sendungen sind daher generell verfassungswidrig, wenn die Organisation unabhängig von zur Wahl stehenden Kandidaten agiert. Die frühere Entscheidung im Fall McConnell v. Federal Election Commission wurde damit aufgehoben. Die direkte Übertragung von Finanzmitteln oder eine Koordination der Sendungen mit zur Wahl stehenden Kandidaten bleibt jedoch verboten. Die im BCRA vorgeschriebenen Offenlegungspflichten bezüglich der Herkunft von Finanzquellen für TV-Sendungen zur Beeinflussung von Wahlkämpfen seien jedoch im öffentlichen Interesse und verfassungskonform.
Die von den vier als liberal geltenden Richtern geteilte abweichende Meinung pflichtete zwar der Verfassungskonformität der Offenlegungspflichten bei, kritisierte die Aufhebung der Finanzierungsbeschränkungen jedoch scharf. Damit ermögliche das Gericht eine unkontrollierte Wahlwerbung durch Firmen und Gewerkschaften. Zwar bleibe die direkte Finanzierung der politischen Werbung von Kandidaten verboten, jedoch lasse die nach dem Urteil jetzt zulässige indirekte Unterstützung eines Wahlkampfes durch Finanzmittel kommerzieller und nicht-kommerzieller Organisationen erheblichen Raum für Korruption und die Forderung oder Erwartung politischer Gegenleistungen durch die Kandidaten (Quid pro quo). Ein Schaden für die Demokratie entstehe außerdem auch dann, wenn für die Bevölkerung der bloße Anschein entstehe, dass das Geld großer Firmen wahlentscheidend sei. Dadurch entstehe die Gefahr, dass das Vertrauen der Bevölkerung in die Demokratie zerstört werde.

## Zitat
„While American democracy is imperfect, few outside the majority of this Court would have thought its flaws included a dearth of corporate money in politics.“

„Auch wenn die amerikanische Demokratie nicht vollkommen ist, hätten abgesehen von der Mehrheit dieses Gerichts nur wenige gedacht, dass zu ihren Schwächen ein Mangel an Geld aus der Wirtschaft in der Politik gehört.“